# Ítalo Córdova
Ítalo Córdova Alata (ur. 22 czerwca 1990) – chilijski judoka.
Uczestnik mistrzostw świata w 2009. Startował w Pucharze Świata w latach 2010–2013, 2015 i 2017. Wicemistrz igrzysk Ameryki Południowej w 2010. Triumfator igrzysk boliwaryjskich w 2013. Brązowy medalista mistrzostw panamerykańskich w 2012 roku. Zdobył cztery medale mistrzostw Ameryki Południowej.